# Hans Landa
Hans Landa est le principal antagoniste du film Inglourious Basterds réalisé en 2009 par Quentin Tarantino, incarné par l'acteur autrichien Christoph Waltz.

## Biographie de fiction
Hans Landa est un colonel (Standartenführer) de la SS, rattaché au SD (Sicherheitsdienst) , autrichien sadique, quoique charmeur, polyglotte, intelligent et raffiné. Détective professionnel, il est surnommé le Chasseur de Juifs (The Jew Hunter) pour sa grande facilité à trouver les Juifs se cachant dans la France occupée « parce que, contrairement aux simples soldats allemands, je sais me mettre dans la tête d'un Juif » dit-il à Perrier LaPadite au début du film. Il parle couramment l'anglais, le français, l'allemand et l'italien (langues parlées par son interprète ce qui a évité d'avoir recours à une doublure). Il est également un membre éminent du parti nazi, en effet, c'est également lui qui est chargé de la sécurité du Reichsminister Goebbels, le ministre de la Propagande et bras droit du Führer durant son séjour en France.
Malgré le sobriquet dont il a été affublé, il ne se définit pas comme un véritable chasseur de Juifs, mais comme « un détective, un très bon détective ».  

« Je suis un très bon détective. Retrouver des gens étant devenu ma spécialité, en toute logique j'ai travaillé pour les nazis. J'ai retrouvé des gens et certains parmi eux étaient juifs. Mais chasseur de juifs ? Une étiquette qu'on m'a collée. »

— Hans Landa au lieutenant Aldo Raine

## Conception
Quentin Tarantino a déclaré que Landa pourrait être le plus réussi des personnages qu'il a créés. Au départ, il souhaitait que Leonardo DiCaprio tienne le rôle mais il lui préféra finalement un acteur germanophone. C'est ainsi que le germano-autrichien Waltz a obtenu le rôle. Selon Tarantino, l'acteur lui a sauvé le film. Landa étant un génie linguistique, il cherchait un acteur avec les mêmes capacités. Jusqu'à l'audition de Waltz, le réalisateur craignait de ne pouvoir tourner le film pensant avoir écrit un rôle injouable.
Quand Waltz a auditionné pour le rôle, il n'avait pas eu d'échanges préliminaires avec Tarantino ou le producteur Lawrence Bender, et pensait que le personnage de Hans Landa était utilisé uniquement pour les auditions des autres rôles. Il a indiqué qu'il avait été impressionné par le texte et la profondeur du personnage.
Waltz a décrit le personnage de Landa comme quelqu'un qui avait une certaine vision du fonctionnement du Monde, déclarant que la svastika ne voulait rien dire pour lui. Waltz a ajouté que Landa n'était pas conduit par une quelconque idéologie et que si quelqu'un l'appelait un nazi, il précisait qu'il n'en était pas un, que porter un uniforme nazi ne voulait pas dire qu'il croyait en cette idéologie. En décrivant la fin du film entre les Basterds et Landa, l'acteur dépeint celui-ci comme réaliste au point d'être inhumain. Landa comprend qu'il n'y a pas une unique façon de voir le Monde, et que même si ces différentes visions du Monde peuvent se contredire, ce n'est pas forcément le cas.

## Réception
Christoph Waltz a remporté le Prix d'interprétation masculine du festival de Cannes 2009 et l'Oscar du meilleur acteur dans un second rôle 2010 pour sa performance. Après son rôle d'Hans Landa, il a reçu un nombre très important de demandes de la part de scénaristes pour jouer dans leurs films.